# Paul Ascher (Marineoffizier)

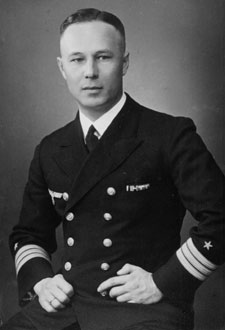
Paul Ascher als Korvettenkapitän

Paul Ascher (* 18. Dezember 1899 in Stuttgarten bei Storkow; † 27. Mai 1941 an Bord der Bismarck) war ein deutscher Kapitän zur See der Kriegsmarine.

## Leben
Paul Ascher trat im Juli 1917 in die Kaiserliche Marine ein. Bis Dezember 1917 war er zur Ausbildung an der Marineschule und auf der Freya, kam dann als Seekadett bis Juni 1918 auf das Linienschiff Kaiserin. Am 23. Mai 1918 wurde er zum Fähnrich zur See ernannt. Bis Kriegsende besuchte er Ausbildungskurse.
Nach dem Krieg wurde er in die Reichsmarine übernommen, am 10. Januar 1931 Leutnant zur See und am 1. Juli 1923 Oberleutnant zur See.
Ab September 1930 war er für zwei Jahre Kommandant des Torpedobootes Falke. Das Boot unternahm die üblichen Ausbildungsfahrten, Manöver und Auslandsreisen (unter seinem Kommando im Juni 1931 nach Lettland und im Juni 1932 nach Schweden). Am 1. Oktober 1930 wurde er zum Kapitänleutnant befördert. Ende 1932 war er in die Luftschutzgruppe (LS) des Marinekommandoamtes kommandiert. Am 1. März 1936 wurde er Korvettenkapitän.
Ascher galt nach den nationalsozialistischen Rassengesetzen als „Halbjude“, erhielt aber durch Hitler eine Deutschblütigkeitserklärung.
Von März 1938 bis Dezember 1939 diente er als Erster Artillerieoffizier auf der Admiral Graf Spee. Nach dem Gefecht vor dem Río de la Plata Mitte Dezember 1939 hatte das Panzerschiff den Hafen Montevideo angelaufen, den es aber aufgrund der Neutralitätsbestimmungen wieder binnen kurzer Frist hätte verlassen müssen. Da der Kommandant der Admiral Graf Spee, Hans Langsdorff, von britischer Seite platzierte Fehlinformationen erhalten hatte, wonach außerhalb des Hafens starke gegnerische Einheiten auf ihn warten würden, entschied er sich stattdessen zur Selbstversenkung. Diese Fehlinformationen wurden irrtümlich durch Ascher bestätigt, der glaubte, den Schlachtkreuzer Renown und den Flugzeugträger Ark Royal identifiziert zu haben.
Die Besatzung der Admiral Graf Spee kam in Argentinien in Internierung. Ascher blieb bis März 1940 interniert, konnte dann fliehen und nach Deutschland zurückkehren. Dort wurde er zunächst für zwei Monate zur Verfügung des Marineoberkommandos Nord gestellt.
Ab Mai 1940 war er als Nachfolger von Hans Hartmann als Fregattenkapitän Erster Admiralstabsoffizier des Befehlshaber der Panzerschiffe bis zur Auflösung der Dienststelle Ende Juli 1940. Ab Oktober 1940 diente er in gleicher Position im Flottenkommando. Für das Unternehmen Rheinübung schiffte er sich Mitte Mai 1941 auf der Bismarck ein. Ende des gleichen Monats kam er während der Versenkung der Bismarck am 27. Mai 1941 ums Leben. Postum wurde er zum 1. Mai 1941 zum Kapitän zur See befördert.